# 表演者
表演者是一個知識產權的特別名詞，泛指包括但不限於所有進行具創造性的工作的自然人，例如：藝術家、演員、歌唱家、音樂家、舞蹈家、藝人等。此外，閱讀、朗誦、唱歌、樂器、相聲的演出，又或以其他方式參與表現文學、藝術或民間藝術作品，包括馬戲、雜技或木偶表演，以至負責統籌或指揮戲劇、馬戲、木偶劇或其他戲劇或演出者均是。
根據中華人民共和國的《著作权法实施条例》第五條第六項规定：「表演者，是指演员、演出单位或者其他表演文学、艺术作品的人。」

## 參看
- 演員
- 藝人
- 著作权